# Kenny Burrell
Kenny Burrell (* 31. července 1931 Detroit, Michigan, USA) je americký jazzový kytarista a hudební skladatel. Vydal několik desítek vlastních alb a mimo to hrál na albech jiných hudebníků jako „sideman“. Řadí se mezi ně například Paul Chambers, Bill Evans, Dizzy Gillespie, Coleman Hawkins, Milt Jackson, Sonny Rollins, Jimmy Smith nebo Lalo Schifrin a mnoho dalších. V roce 2001 nahrál společně s triem Medeski, Martin & Wood skladbu „C Jam Blues“ pro kompilační album Red Hot + Indigo.